# دائرة أنجرة
دائرة أنجرة هي إحدى الدائرتين المُشكلتين لإقليم الفحص أنجرة إلى جانب دائرة فحص، تقع بمنطقة جبالة، جهة طنجة تطوان الحسيمة، شمال المملكة المغربية. تضم الدائرة أربع جماعات قروية، وبلغ عدد سكانها 42,735 فرداً سنة 2014 حسب الإحصاء الرسمي للسكان والسكنى. تطل الدائرة شمالاً على البحر الأبيض المتوسط، وتحدها شرقاً عمالة المضيق الفنيدق، كما تُحد جنوباً بإقليم تطوان، بينما تحدها دائرة فحص وعمالة طنجة أصيلة من الغرب.

## التقسيمات الإداريّة
تعتبر دائرة أنجرة إحدى الدوائر المشكّلة لإقليم الفحص أنجرة، وهو التقسيم الإداري من المستوى الرابع المعتمد في المغرب. تنقسم دائرة أنجرة إلى 4 جماعات قروية تختلف من حيث السكان والمساحة، والتي بدورها تنقسم إلى مشيخات تضم عدداً من الدواوير.
| الجماعة القروية | المشيخات | الدواوير | عدد السكان (2014) | المساحة (كم²) |
| --------------- | -------- | -------- | ----------------- | ------------- |
| أنجرة           | 2        | 38       | 16,081            | 100           |
| اجوامعة         | 1        | 21       | 7,711             | 84            |
| القصر المجاز    | 3        | 15       | 10,237            | –             |
| تغرامت          | 5        | 23       | 8,706             | –             |